# NGC 7762
NGC 7762 is een open sterrenhoop in het sterrenbeeld Cepheus. Het hemelobject werd op 23 november 1788 ontdekt door de Duits-Britse astronoom William Herschel.

## Synoniemen
- OCL 280